# Gürün

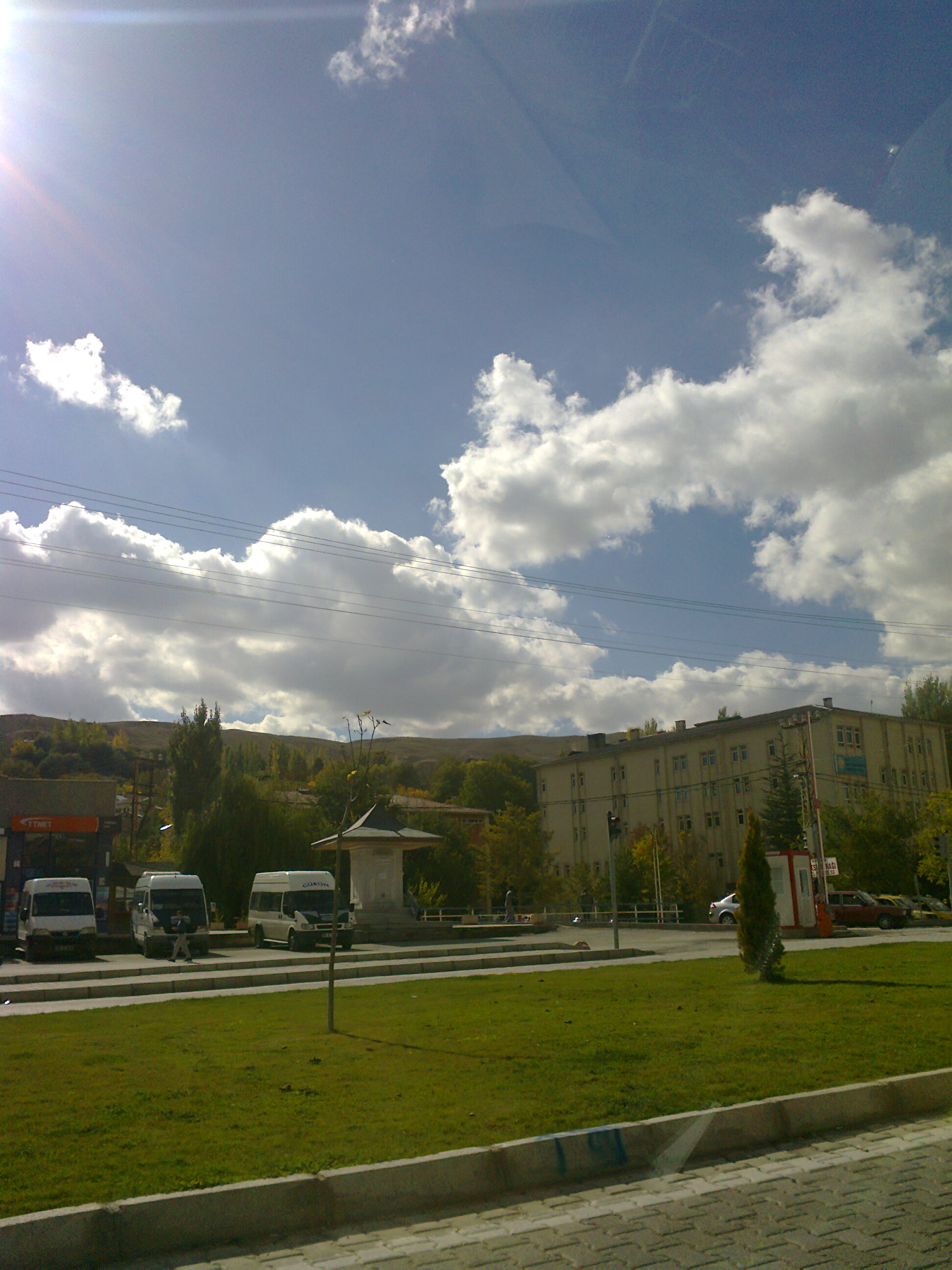

Gürün là một huyện thuộc tỉnh Sivas, Thổ Nhĩ Kỳ. Huyện có diện tích 2717 km² và dân số thời điểm năm 2007 là 21788 người, mật độ 8 người/km².